# 시바야마정장댁 앞 임시파출소 습격사건

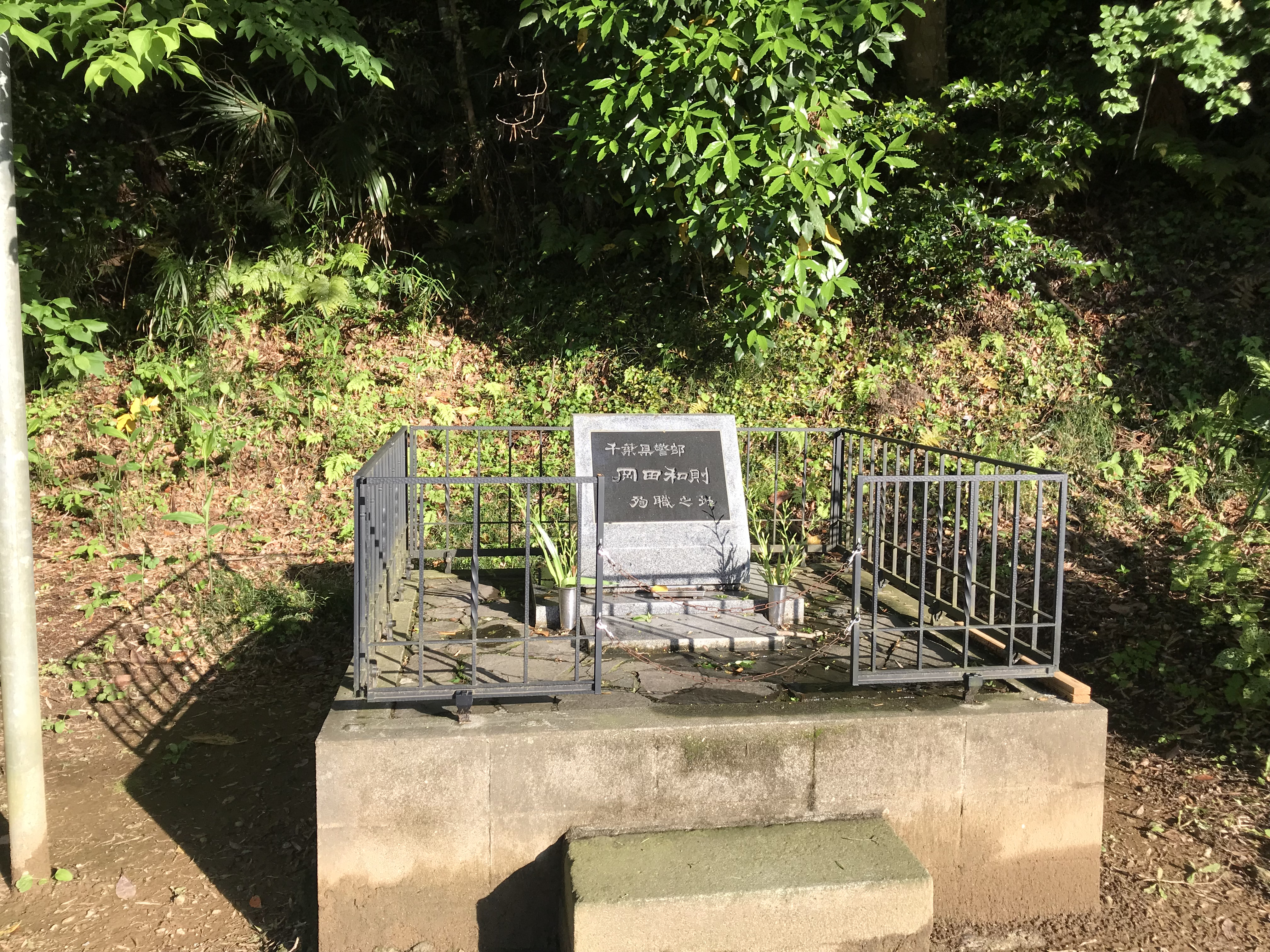
사건 이후 건설된 위령비.

시바야마정장댁 앞 임시파출소 습격사건(일본어: 芝山町長宅前臨時派出所襲撃事件)은 1977년 5월 9일 일본 지바현 산부군 시바야마정의 정장 본가 앞에 설치된 임시파출소가 화염병으로 무장한 집단에게 습격당해 경찰관 1명이 사망, 5명이 부상을 입은 테러 사건이다.

## 배경
나리타 공항 문제로 격렬한 시위 투쟁인 산리즈카 투쟁이 일어나고 있던 중인 1977년 1월 11일, 후쿠다 다케오 내각이 각료회의에서 신도쿄 국제공항을 77년 연내에 반드시 개항하겠다고 결정하자, "개항 절대 저지"를 내건 산리즈카 시바야마 연합공항반대동맹(이하 공항반대동맹)과 이를 지원하는 일본의 신좌파 세력은 강력한 시위를 펼쳤다. 특히 반대동맹이 공항 개항을 방해하기 위해 세운 이와야마 대철탑 방어가 반대동맹의 새로운 과제로 떠올랐다.
같은 해 1월 15일 새벽에는 신코지 이치로(真行寺一朗) 시바야마정장 집에 발연통이 터져 현관과 차량 유리가 깨지는 사건이 일어났다. 공항 건설 추진파였던 신코지 정장은 1973년 6월 열렸던 지방선거에서 반대동맹의 우치다 간이치 행동대장을 꺾고 초선으로 당선되었으며, "(이와야마 대철탑 철거용 도로 공사를 위한) 도로 점용을 허가하고 (공항)공단의 앞잡이가 된 배반자에게 일격을 가하겠다"라는 항의문도 발견되었다.
지바현 경찰은 발연통 폭파 사건 이후로 시바야마정 고이케에 있는 정장 자택 앞에 경량철골로 지은 조립형 임시파출소(산무케이 경찰서 류가즈카 파출소)를 설치하여 시바야마정장을 경찰이 24시간 경비하였다.
같은 해 5월 6일에는 공항공단이 반대파를 넘어 이와야마 대철탑을 전의경의 보호 아래 강제 철거하였다. 이에 반발한 반대동맹 지원 과격파는 행동을 격화시켰다. 지바현 경찰은 가시와 경찰서 등지의 경찰관을 시바야마정장댁 경비에 동원하여 경비 태세를 증가하였다.

## 전개
5월 9일 새벽, 화염병, 각목, 곤봉으로 무장한 공산동계로 추정되는 괴한 50여명이 가시와 경찰서 경찰관 6명(31세 순사부장 및 20대 순경 5명)이 지키고 있는 시바야마정장댁앞 임시파출소를 공격하였다. 습격한 괴한들은 비상용 전화선을 절단한 뒤 파출소 창문을 부수고 화염병 수십 개를 던져 파출소를 전소시켰으며 70 m 떨어진 공터에 대기하고 있던 경찰관 24명을 태우고 있던 경찰버스에도 화염병을 던졌다. 화염병의 화력으로 파출소는 철골이 휘어질 정도로 타버렸으며 파출소 뒤편에 있던 죽순들도 뿌리 속까지 탄화되었다.
이 습격으로 파출소에 있던 경찰관 전원이 화염병에 맞거나 각목으로 구타당하는 등 중경상을 입었다. 부상자 중 전신화상을 입은 경사와 순경 2명은 헬기로 도쿄경찰병원으로 이송되었고 이중 2명이 목 절개수술을 받았다. 경사는 전신의 80%에 화상을 입었으며 화염을 흡입하여 기관지, 위, 장도 화상을 입었으며 목에도 그을음이 묻었다. 이 경사는 화염병을 뒤집어쓰고 길거리에서 구르다가 학생들이 추격하듯 계속해서 화염병을 던져 맞았던 것으로 확인되었다.
경사의 병세는 호전되었다 악화되었다를 반복하며 한때는 미음을 먹을 수 있을 정도로 회복하였으나, 패혈증과 심부전증이 겹쳐 5월 21일 사망하였다. 함께 목 절개수술을 받았던 순경도 화염에 손가락 전부가 탔으며 손상을 입은 손가락을 절단하는 성형수술을 받았다. 경사 사망은 일본 나리타 공항 관련 경찰 순직자 중에서 도호 사거리 사건 이후 4번째 사망 사건이었다.

## 원인
사건 전날인 5월 8일 이와야마 대철탑 철거에 항의하는 나리타 공항 건설 반대파와 기동대가 충돌할 때 "임시야전병원"에서 스크럼을 짜고 있던 반대파 자원자인 히가시야마 가오루(東山薫)가 중태에 빠지는 사건이 일어났다. 당시 히가시야마는 기동대원이 근거리에서 수평으로 발사한 최루탄에 직격받아 부상받은 것으로 추정되며 2일 후에 사망하였다. 임시파출소 습격사건은 히가시야마 사건의 보복으로 추정된다. 전 반대동맹원 중 한명은 "불시 철거와 함께 동료가 살해된 것에 대한 보복이었기 때문에 사람이 죽는 것도 어쩔 수 없는 일이고 원수를 갚았다고밖에 생각하지 않았다"라고 말하기도 했다.

## 경찰의 수사
지바현 경찰은 사건 수사를 위해 100여명의 전담 수사팀 인력을 투입하였다. 5월 18일에는 세이토 경찰서의 요코시바야마부 파출소에 스타킹으로 복면을 뒤집어 쓴 남성 수 명이 화염병을 던지는 사건이 일어나 당시 체포되었던 전기파 니시다파 실행범으로부터 임시파출소 습격사건의 범인을 찾으러 시도했으나 용의자를 특정하는 데 실패해 1992년 공소시효가 만료되었다.
당시 있었던 신좌파의 어떤 섹트들도 이 사건에 대한 성명을 내지 않았다. 이 사건에 앞서 그 전날부터 연속해서 지바 중앙경찰서 산하 미야노키 파출소, 사쿠지 경찰서, 니시오이즈미 파출소, 공항 제8게이트 경비초소 등이 연속으로 습격당했으며 중핵파가 전부 성명을 내었다. 그 후 중핵파는 2006년 3월 1일자 주간지 "산리즈카"에서 "(히가시야마 사건의) 보복전으로 시바야마정장댁을 방위하고 있던 기동대에 섬멸전을 감행하였다"라고 작성하였다.

## 참고 문헌
- 原口和久『成田空港365日』崙書房、2000年
- 原口和久『成田　あの1年』崙書房出版、2002年。
- 東京新聞千葉支局/大坪景章 編『ドキュメント成田空港』東京新聞出版局、1978年